# Portaïkós Potamós
Portaïkós Potamós är ett vattendrag i Grekland. Det ligger i den centrala delen av landet, 240 km nordväst om huvudstaden Aten.